# Jozef Fečo
Jozef Fečo, také Jožka Fečo (29. dubna 1940 Lúčka – 2013) byl romský houslista, hudební skladatel, libretista a básník. Pracoval mj. v ČKD Praha. Založil soubor „Romale, aven, imar dživas“, zkráceně „Raidž“, ve kterém hrál na cimbál Ladislav Goral; s tímto souborem pak 15 let koncertovali po Evropě.  Složil operetu „Géňa a Béla“ a muzikál „Zloděj a jeho svět“.
Jeho manželkou byla Olga Fečová, osobnost romské ženské emancipace. Jeho vnukem je kontrabasista a jazzman Josef Fečo.